# Cafeteros XV
Cafeteros XV es el equipo de desarrollo nacional de rugby de Colombia patrocinado por la Federación Colombiana de Rugby (FCR), la idea de crear un equipo para tener un mayor y mejor desarrollo del deporte nació en 2014 y en noviembre del mismo año el equipo comenzó a disputar sus primeros encuentros.

## Desarrollo del segundo equipo
El equipo de desarrollo nació en el año 2014, teniendo en cuenta las necesidades del rugby colombiano de sumar más confrontaciones y aumentar el nivel de los jugadores de la selección juvenil, esta idea surgió luego de un test match disputado en junio de 2014 entre los principales equipos de Colombia y Venezuela; luego de algunos meses de preparación y concentraciones en noviembre del mismo año, Cafeteros XV con jugadores de todas las regiones de Colombia, tanto en la modalidad femenina y masculina viaja por primera vez a San Cristóbal en Venezuela a disputar un partido con los Bravos, ganando los dos encuentros con marcadores de 31 - 12 y 29 - 11, en Masculino y 30 - 0 y 25 - 5 en femenino.
En febrero de 2015 tuvo una importante confrontación con el Los Piqueros sumando una nueva victoria por 44-18. El 10 y 11 de julio se enfrentó con Los Diablos Rojos de Panamá a los que doblegó en ambos encuentros por 34-7 y 64-0 en el marco del Torneo Amistoso organizado por la Unión Panameña; el mismo mes y por la Serie Binacional 2015 venció en el primer choque a los Bravos por 33 - 23 cayendo en la revancha 19 - 17.
En julio de 2018 en una nueva serie internacional contra Ingenieros Industriales B de España la selección obtiene un nuevo triunfo y con este el título de la Copa BBVA Rugby, tras victorias en femenino, Absoluto y Desarrollo

## Uniforme
A diferencia de Los Tucanes la camiseta de cafeteros es color blanco con líneas horizontales azules, en el lado izquierdo del pecho se ubica el escudo de la FCR con el logo de Cafeteros. La camiseta de alternativa que se usa actualmente es azul con detalles rojos y amarillos, en ambos uniformes se utiliza regularmente pantaloneta y medias negras, el actual patrocinador del equipo es Gatorade.

## Juegos disputados
Estadística parcial a octubre de 2015.
| Adversario                | Jugados | Ganados | Perdidos | Empatados | Puntos Favor | Puntos Contra | % Efectividad |
| ------------------------- | ------- | ------- | -------- | --------- | ------------ | ------------- | ------------- |
| Ecuador                   | 1       | 1       | 0        | 0         | 44           | 18            | 100.00        |
| Panamá                    | 2       | 2       | 0        | 0         | 98           | 7             | 100.00        |
| Bravos de Venezuela       | 4       | 3       | 1        | 0         | 110          | 65            | 75.00         |
| Ingenieros Industriales B | 1       | 1       | 0        | 0         | 34           | 14            | 100.00        |

## Palmarés
- Copa BBVA Rugby: 2018
- Torneo Amistoso de Panamá: 2015
- Serie Binacional: 2014